# Melibokus
Der Melibokus (bzw. Melibocus; auch Malschen oder Malchen und früher Spitzberg genannt) ist ein 517,4 m ü. NHN hoher Berg im Odenwald bei Zwingenberg in Hessen und damit der höchste Berg an der südhessischen Bergstraße.

## Etymologie
Der Bergname ist 1012 als mons malscus überliefert. Der ältere Bergname Malschen wurde durch die gelehrte Bezeichnung Melibocus verdrängt, denn irrtümlicherweise sah man die in den Schriften des Ptolemäus erwähnte Bezeichnung Μηλίβοκον (Mēlíbokon) für den Harz als Namen dieses Berges im Odenwald an und ersetzte Malschen durch die latinisierte Form des griechischen Namens: Melibocus oder Melibokus, welcher sich schließlich einbürgerte. Der Name Melibokus bzw. Melibocus findet erst nach Ende des 15. Jahrhunderts Verwendung.

## Geographie

### Lage

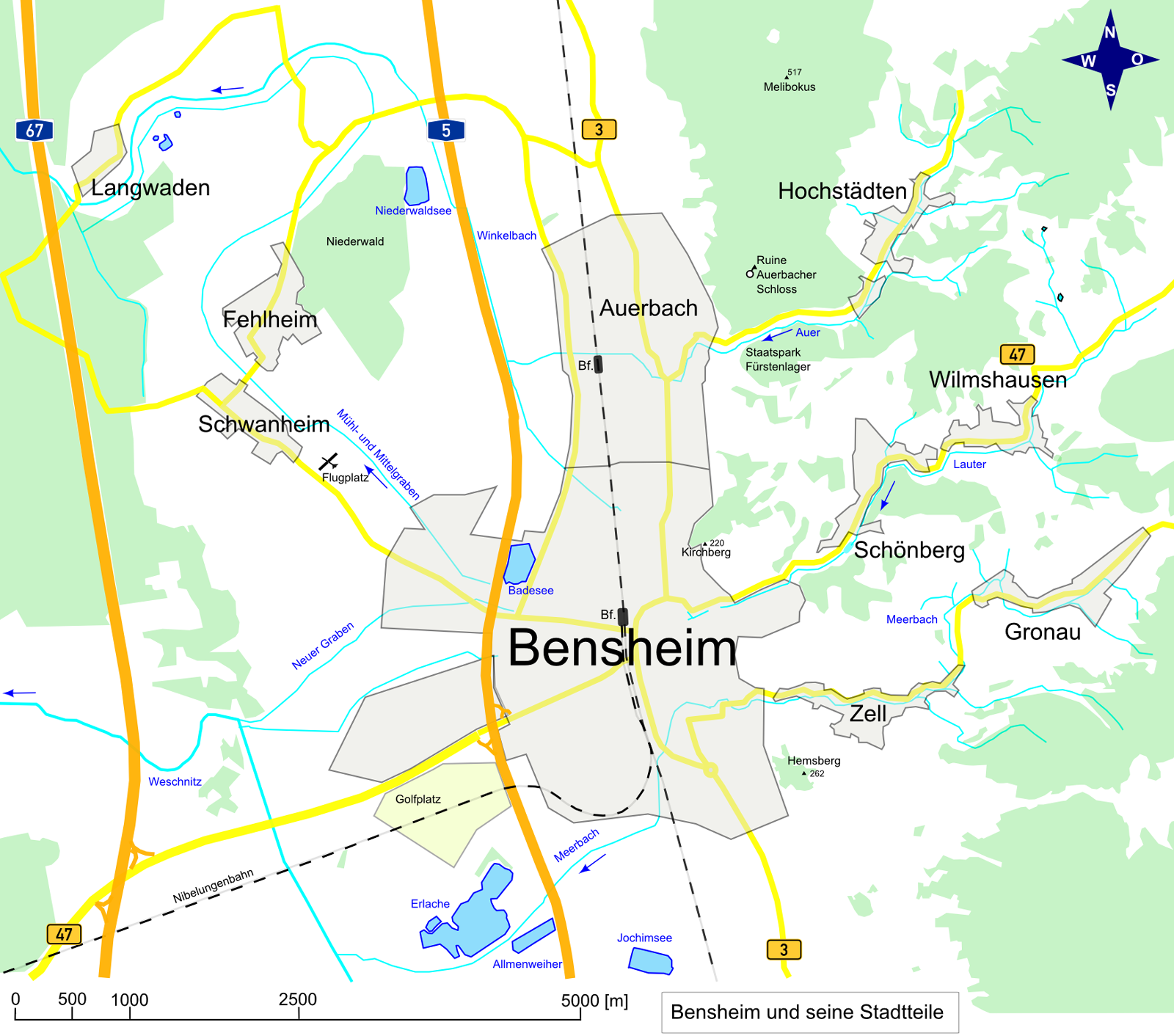
Karte von Bensheim mit dem nordöstlich von Auerbach gelegenen Melibokus

Der Berg befindet sich am Westrand des Odenwalds oberhalb der Bergstraße zwischen Darmstadt im Norden und Heidelberg im Süden unmittelbar östlich von Zwingenberg genau auf der Grenze zwischen Bensheim (Ortsteil Auerbach) und Alsbach-Hähnlein. Er erhebt sich weithin sichtbar über die Oberrheinische Tiefebene. Seine Größe und Kegelform ergeben sich aus der hiesigen Geologie (Pluton, umgeben von Verwitterungsschuttkegel), die den UNESCO-Geopark begründete.
Nordnordwestlich steht auf einem seiner Ausläufer das Alsbacher Schloss, südlich des Bergs auf dem Auerberg (345,9 m) das Auerbacher Schloss.
Auf dem Berggipfel steht ein ehemals militärisch genutzter Richtfunkmast und ein Aussichtsturm.

### Geologie
Der Melibokus ist ein Massiv der Flasergranitoidzone im Kristallinen Odenwald. Durchbrochen wird es von W-O bzw. N-S verlaufenden Spalten, in die von unten Magma eingedrungen und auskristallisiert ist. Dadurch bildeten sich Ganggesteine, v. a. dunkle Malachite (z. B. die Klippen am Gipfel) und helle Alsbachite. Sie sind typische Erscheinungen des Subvulkanismus und haben Merkmale der vulkanischen Gesteine wie Basalt und Rhyolith, gehören aber wegen ihrer Erstarrung im umgebenden Grundgebirge zu den Tiefengesteinen.

### Naturräumliche Zuordnung
Der Melibokus gehört in der naturräumlichen Haupteinheitengruppe Odenwald, Spessart und Südrhön (Nr. 14), in der Haupteinheit Vorderer Odenwald (145) und in der Untereinheit Melibocus-Odenwald (145.0) zum Naturraum Melibocusmassiv (145.00). Der Naturraum, der sich vom Mühlbachtal im Süden mit dem nordwestlich davon aufsteigenden Auerberg über den Gipfel des Melibokus und den nördlich gelegenen Tannenberg bis zum Elsbachtal östlich von Seeheim erstreckt, ist 8,51 km² groß.

## Gipfelbereich

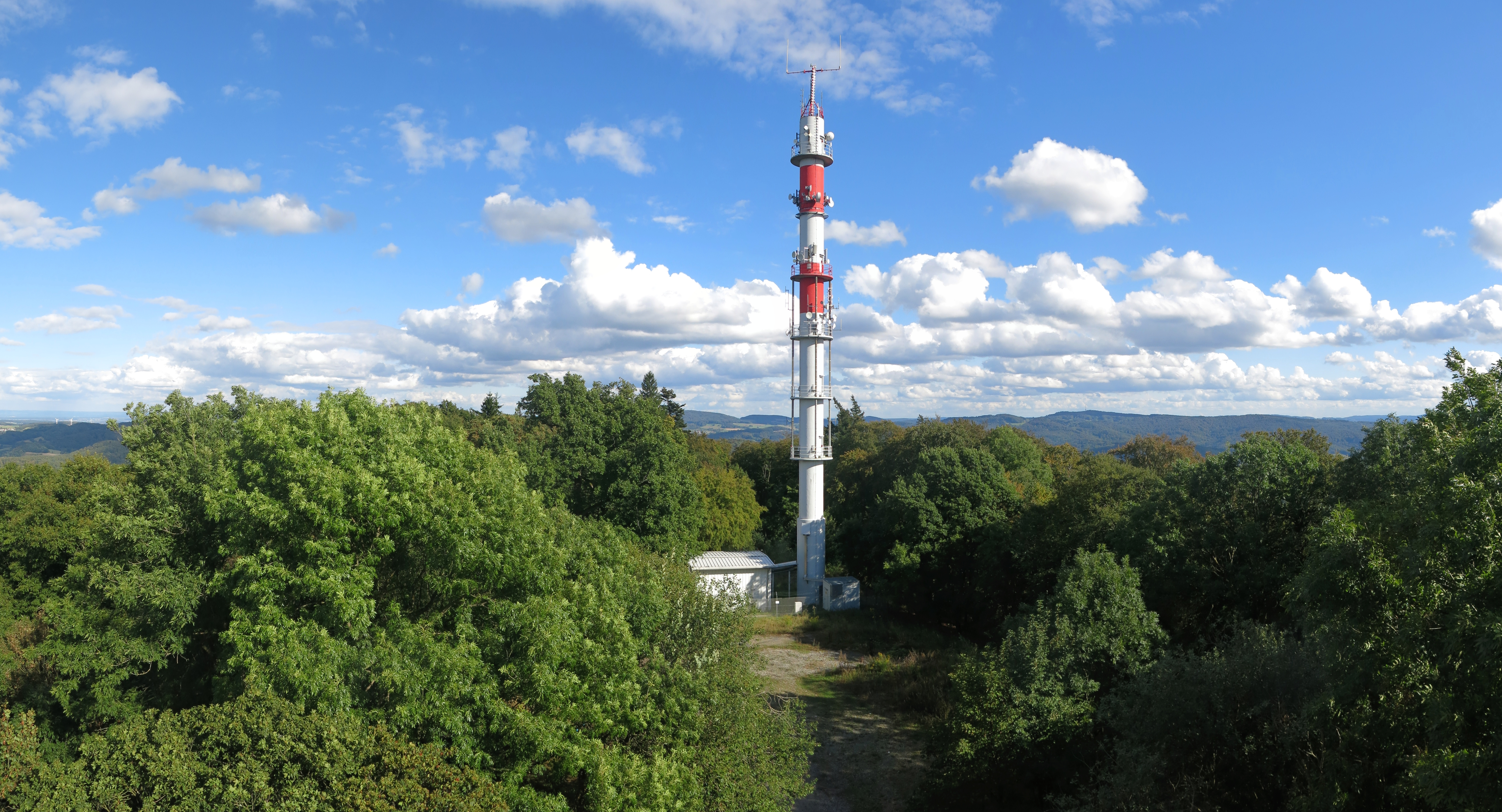
Blick vom Aussichtsturm nach Osten zum Funkturm

### Navigations- und Kommunikationsanlagen
Der alte Melibokusturm wurde 1772 von Landgraf Ludwig IX. von Hessen-Darmstadt als Aussichtsturm erbaut und vor seiner Zerstörung 1945 als Flugsicherungspunkt genutzt. Auf einer Nachtflugstreckenkarte von 1936 liegt dieser als „Flugstreckenfeuer“ gekennzeichnete Punkt auf der Flugstrecke Frankfurt–Darmstadt–Stuttgart. In der Kartenbeschreibung werden seine Koordinaten mit 49° 43′ 33″ N, 8° 38′ 14″ O (Kreis Bensheim, Provinz Starkenburg) angegeben. Das „Feuer“ war ein elektrisch betriebener Drehscheinwerfer (ähnlich einem Seefahrtleuchtturm), dessen Blinklicht nach 3,8 Sekunden Pause für 0,2 s sichtbar war. Er wurde gewartet von der Signaldienst GmbH, einem Vorläufer der heutigen DFS Deutsche Flugsicherung GmbH. Das Turmlicht befand sich auf 28,4 m Höhe über dem Berggipfel; es konnte etwa 65 km weit gesichtet werden. Beim Einrücken der Alliierten 1945 wurde der Turm von zwei 18-Jährigen gesprengt. Nach dem Zweiten Weltkrieg wurden aus vielen sichtbaren Leuchtfeuern „Funkfeuer“, die also ihre Informationen per hochfrequenter Welle Tag und Nacht abstrahlen. Die Aufgabe des Funkfeuers entfiel durch die Satelliten-Navigation, heute ist wieder ein Blinklicht als reiner Kollisionsschutz nachts in Betrieb.
Auf dem Gipfel des Melibokus befand sich nach dem Krieg noch eine Radio-Relais-Station (X-Ray Sierra und X-Ray Uniform) der United States Army mit der Bezeichnung Rover / Site 4 und 6, mit dazugehörigem Beton- bzw. Sendemast, später umgewandelt in eine Richtfunkstation, der von einer Kasernenanlage umgeben und eingezäunt war. Nach Umstellung auf automatischen Betrieb (ohne dauernd anwesendes Personal), wurden nach dem Abzug vieler US-Einheiten ab 1990 die Antennen und sonstigen funktechnischen Anlagen bis 2007, die Unterkünfte bis 2008 komplett entfernt. Übrig blieb der hohe Betonturm, der heute als Sendemast für lokale Internetanbieter dient.

### Aussichtsturm
Als Ersatz für den alten, 1772 erbauten und am 27. März 1945 während des Zweiten Weltkrieges durch die Wehrmacht im Anblick herannahender US-amerikanischer Soldaten zerstörten Aussichtsturm, wurde 1966 auf dem Melibokus von den Anlieger-Gemeinden Bensheim, Alsbach-Hähnlein und Zwingenberg ein neuer, 22 m hoher Aussichtsturm aus Beton mit Gaststube im Sockelgebäude errichtet und 2010/11 renoviert. Turm und Gaststätte sind samstags, sonntags und an Feiertagen ab 11 Uhr geöffnet. Vom Turm ist der Blick frei über das Alsbacher Schloss, den Rheingraben und Rheinhessen bis zu Donnersberg, Soonwald, Hunsrück und Taunus. Im Südwesten sind der Pfälzerwald und bei guter Sicht die Vogesen zu sehen. Bei sehr klarer Luft reicht der Blick nach Süden sogar bis zum nördlichen Schwarzwald mit der Hornisgrinde in 128 km Entfernung und nach Nordosten bis zur Dammersfeldkuppe in der Rhön in 115 km Entfernung.

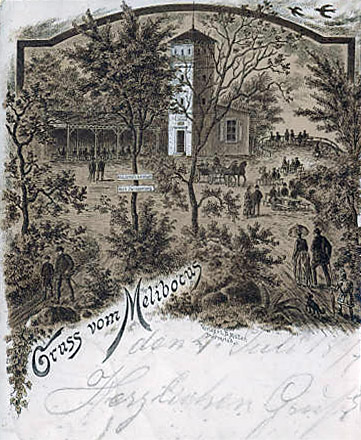
Der Gipfel des Melibokus auf einer Postkarte von 1897
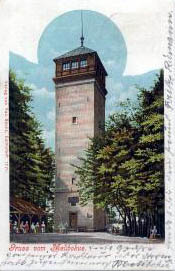
Der Melibokusturm auf einer Postkarte von 1905
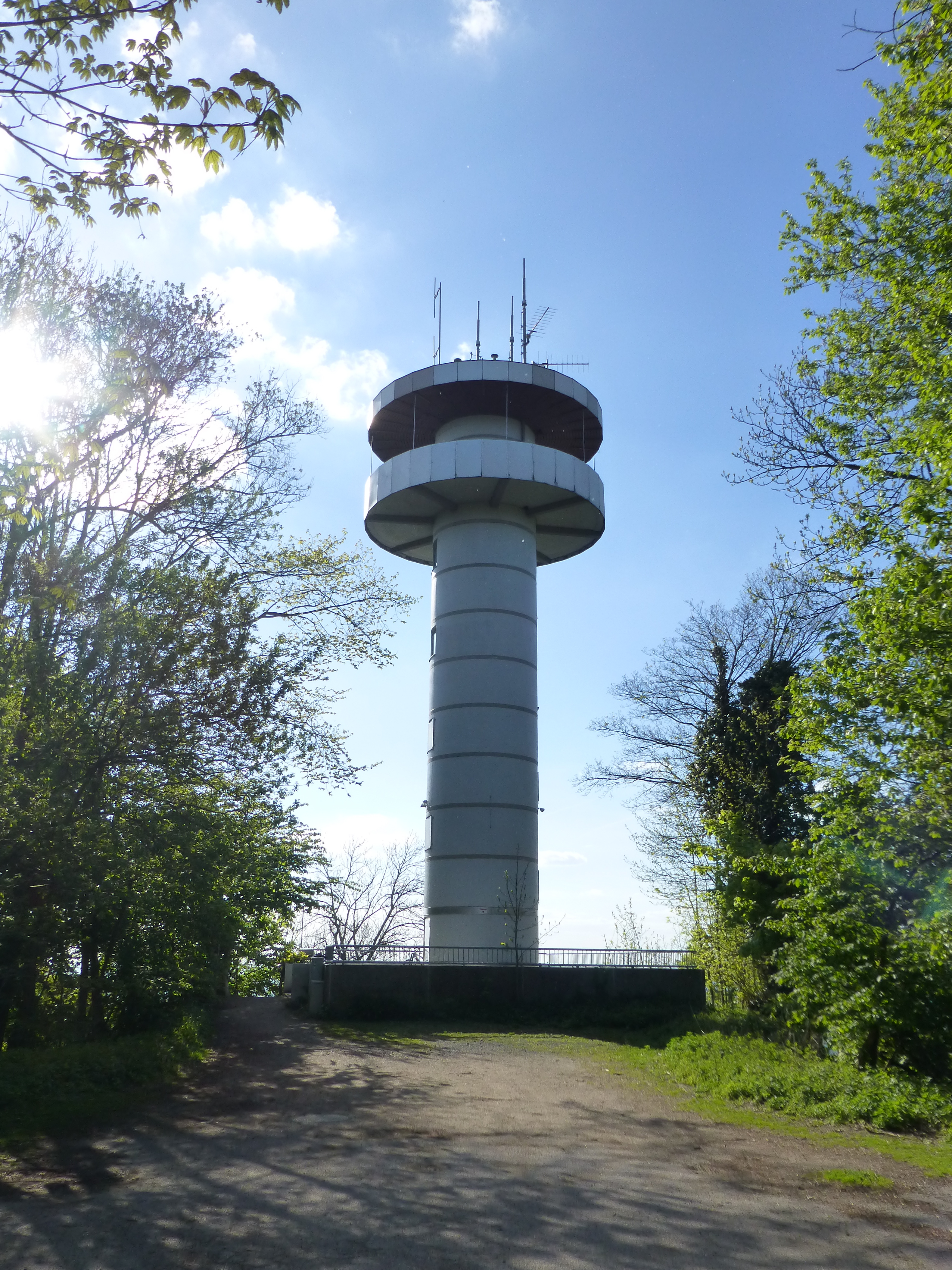
Der 1966 errichtete, neue Aussichtsturm
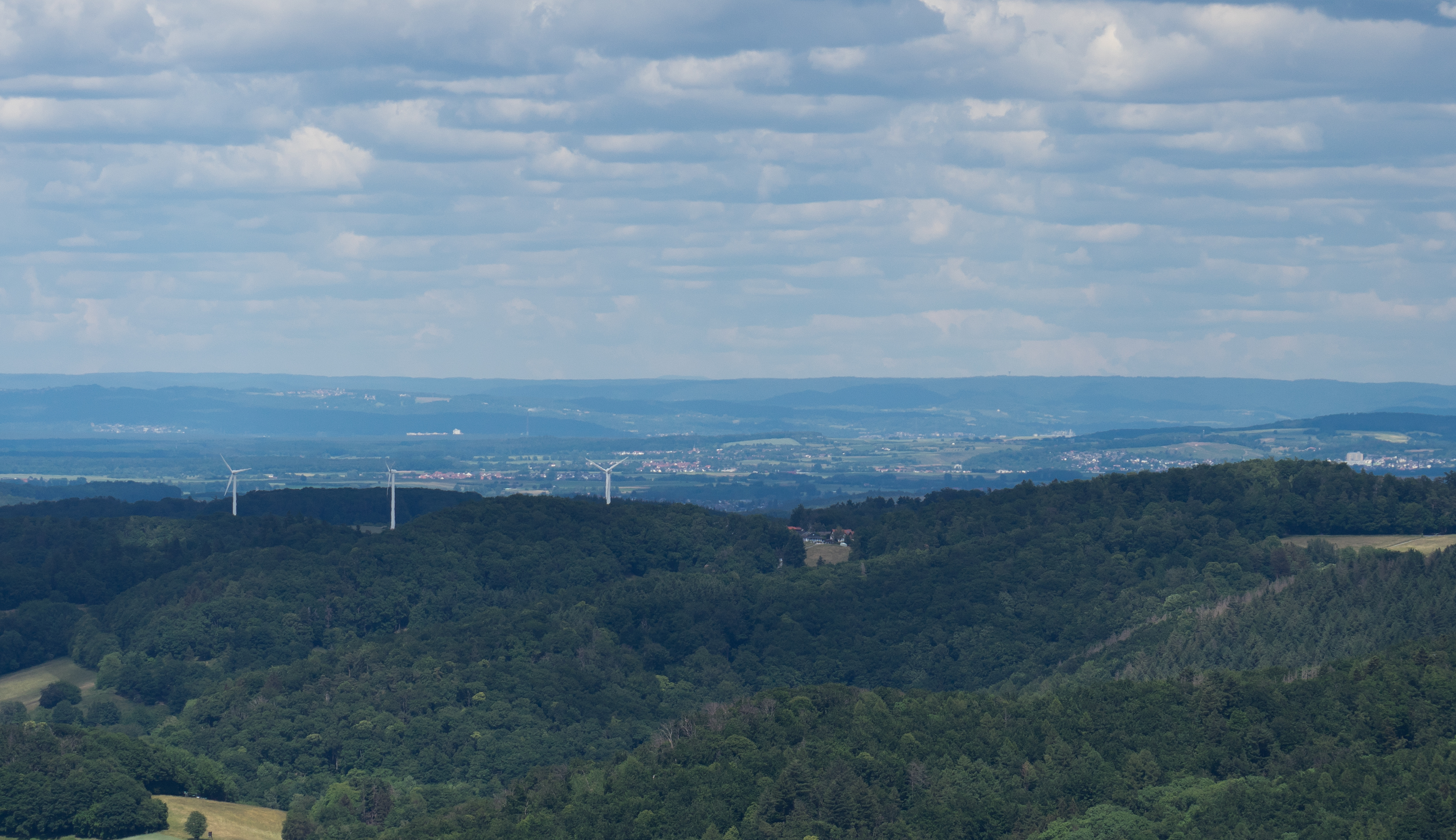
Seltene Fernsicht über 115 km bis zur Dammersfeldkuppe in der Rhön

### Hängegleiter
Eine Rampe auf der Spitze der Felswand nördlich des Gipfels dient erfahrenen Hängegleiter-Piloten (Drachenfliegern) als Startplatz. Die Felswand ist auch ein schöner Aussichtspunkt.

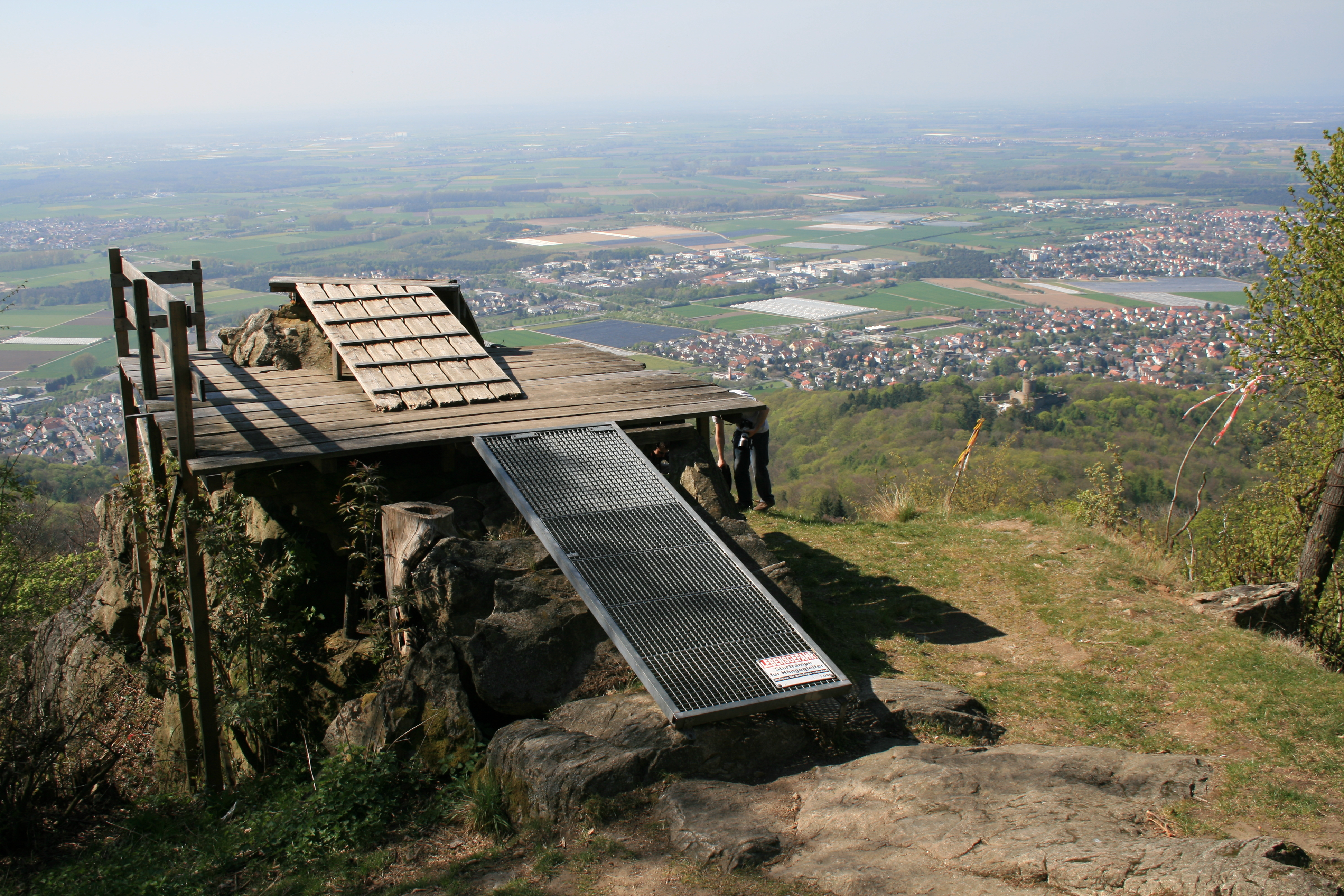
Diese Rampe dient als Startplatz für Hängegleiter-Piloten (Drachenflieger)
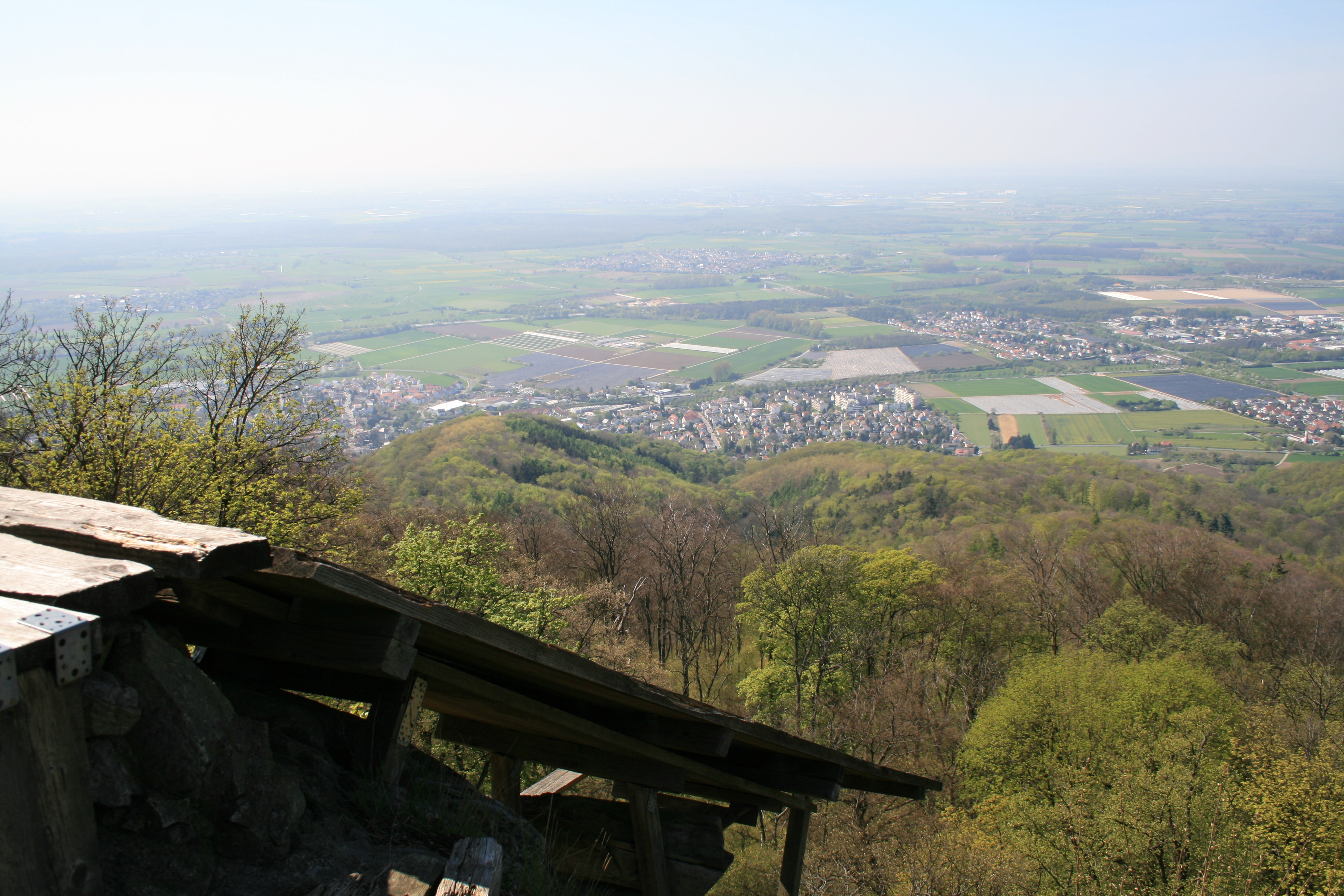
Die Rampe mit der Aussicht

## Schutzgebiete
Die Waldgebiete um den Melibokus sind als Natura-2000-Gebiet „Kniebrecht, Melibocus und Orbishöhe bei Seeheim-Jugenheim, Alsbach und Zwingenberg“ geschützt (FFH-Gebiet 6217-305; 9,5398 km²). Darin enthalten ist das 1988 ausgewiesene Naturschutzgebiet „Orbishöhe von Auerbach und Zwingenberg“ am Westhang des Melibokus oberhalb von Zwingenberg zwischen Orbishöhe und Luciberg.

## Verkehr und Wandern
Der Gipfel des Melibokus ist über eine durchgängig asphaltierte Straße zu erreichen, die in Auerbach von der B 3 in Richtung Auerbacher Schloss abzweigt. Ab dem Parkplatz zwischen Melibokus und Auerberg ist die Straße für Kraftfahrzeuge gesperrt, die letzte Wegstrecke zum Gipfel muss aus eigener Kraft zurückgelegt werden. Ausnahmen gelten für Drachenflieger, den Bewirtschafter des Lokals im Fundament des Aussichtsturms und den Planwagen des Geschichtsvereins von Zwingenberg. Fahrten vom Löwenplatz in Zwingenberg zum Melibokus können an Wochenenden gebucht werden.
Die Strecke von der B 3 bis zum Gipfel dient vielen Radsportlern als Herausforderung (8,2 % mittlere Steigung auf 4,8 km Länge).

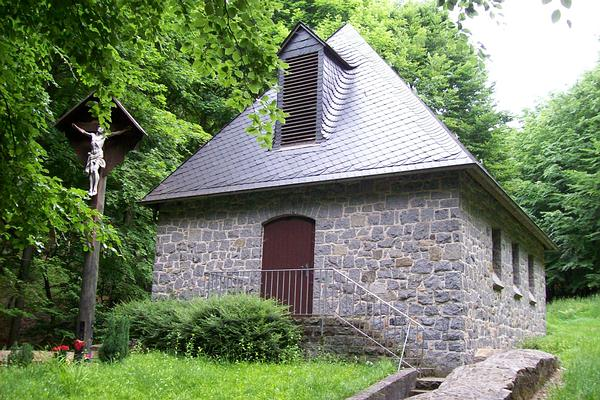
Kapelle Zur Not Gottes (2008)

Als Ausgangspunkt für Wanderungen zum Gipfel oder Radtouren bieten sich folgende Zufahrten und Wandererparkplätze an:
- von Alsbach aus die östlich des Orts am Hang gelegenen Parkplätze Sperbergrund und Herzog-Ulrich-Ruhe sowie der Parkplatz am Alsbacher Schloss.
- von Balkhausen oder Hochstädten aus der Parkplatz Schollrain, der östlich des Bergs am Scheitelpunkt der Landesstraße L 3101 liegt.
- von Zwingenberg aus der am Sattel zwischen Melibokus und Auerberg gelegene Parkplatz Kapelle Zur Not Gottes, der über die Zufahrtsstraße zum Auerbacher Schloss erreicht werden kann.

Über den Gipfel des Melibokus führen mehrere Hauptwanderwege des Odenwaldklubs sowie ein Radrundweg für Mountainbiker:
- Der 144 km lange Prädikatswanderweg HW71 Alemannenweg, der als Rundweg von Erbach über Bensheim-Auerbach, den Melibokus, die Burg Frankenstein und die Veste Otzberg wieder zurück ins Tal der Mümling nach Michelstadt-Steinbach verläuft. Am Alemannenweg liegen viele kulturhistorische Sehenswürdigkeiten.
- Der 130 km lange HW72 Nibelungensteig, der von Zwingenberg an der Bergstraße bis nach Freudenberg am Main verläuft.
- Der 58 km lange HW16 von Zwingenberg nach Laudenbach.
- Die 33 km lange Mountainbike Rundstrecke Nördliche Bergstraße (Ndl.B), die am Parkplatz Sperbergrund beginnt und von dort über den Darsberg, Schloss Heiligenberg, den Tannenberg, Ober-Beerbach und die Kuralpe zum Gipfel des Melibokus führt und schließlich über die westlichen Hänge des Bergs am Alsbacher Schloss vorbei nach insgesamt 1100 Höhenmetern wieder am Sperbergrund endet.[13]

An der Westflanke des Bergs verläuft der 85 km lange HW3 Blütenweg von Darmstadt-Eberstadt nach Wiesloch sowie etwas oberhalb entlang des Commoder Wegs der 120 km lange HW73 Burgensteig Bergstraße von Darmstadt nach Heidelberg.